# Гальмовий диск
Гальмівний диск — це частина дискового гальма, яка обертається і до якої за допомогою приводу притискаються нерухомі гальмівні колодки. Він виступає учасником фрикційної пари (пари тертя), результатом якого є кероване уповільнення транспортного засобу.
Гальмівний диск функціонально виконує два завдання:
- в парі з гальмівною колодкою створює тертя
- розсіює в атмосфері тепло, яке було згенеровано.

Таким чином, ключові вимоги до даного елементу гальмівного механізму — стійкість до термічних і механічних навантажень, а також енергоємність для забезпечення ефективного теплообміну.

## Матеріал виготовлення
Виходячи з базових завдань, основним матеріалом для виробництва гальмових дисків став сірий чавун з графітом пластинчастої або вермікулярної форми. Цей сплав добре піддається механічній обробці, що дозволяє конструювати системи вентиляції різної форми і відводити тепло. Другою перевагою чавуну є добра теплопровідність, що важливо в умовах інтенсивних термічних навантажень.
Альтернативою чавуну стала технологія виробництва на основі вуглецю і карбідокремнієвої матриці. Як правило, така формула містить полімерні порошки в поєднанні з підсилюючими волокнами. На відміну від класичного чавунного диска, композитний склад має значно меншу вагу, а також має кращу стійкість до механічного зносу. У нормальних умовах експлуатації ресурс такого диска може складати 300—350 тисяч кілометрів[джерело?]. З огляду на високу вартість технології, керамічні гальмові диски встановлюють на спортивні версії автомобілів.

## Конструкція диска
Гальмовий диск автомобіля складається з двох частин — центральної маточинної частини і робочого полотна. Залежно від типу, конструкція може бути або суцільнолита, або складена. Центральна частина диска є його основою і встановлюється безпосередньо на маточину, робоче полотно служить опорною поверхнею для пари тертя.

## Типи дисків
Конструктивно гальмові диски поділяють на три типи:
- Суцільні. Гальмовий диск, в якому маточинна частина і робоче полотно виконані з суцільнолитої заготовки. Така конструкція не передбачає додаткового охолодження.
- Вентильовані. Дві пластини, з'єднані радіальними ребрами, що утворюють канали додаткової вентиляції диска. Завдяки цим каналам повітря рухається від маточини до зовнішніх країв диска, прискорюючи охолодження системи. Використання повітряного прошарку дозволяє знизити температуру робочої зони фрикційної пари на 30 % і більше
- Складені. Збірна конструкція, що складається з, як правило, алюмінієвої ступичної частини і чавунного кільця, що є опорною поверхнею в парі тертя. Ця технологія зменшує вагу диска, підвищує стійкість до термічної деформації, а також мінімізує передачу акумульованого тепла до маточини.

Необхідний тип гальмового диска визначається різновидом гальмівної системи конкретної моделі авто.

## Види
Кожен тип гальмового диска може бути модифікований виробником, без внесення змін у конструкцію. Такі модифікації допускає, зокрема, європейський регламент ECE R90
- Гладкий. Зовнішні поверхні робочого полотна диска гладкі.
- Перфорований. Завдані по всій поверхні робочого полотна наскрізні отвори зменшують вагу диска, сприяють зростанню інтенсивності охолодження (що зменшує ризик викривлення), а також видаляють гази, що утворюються в контакті фрикційної пари «диск-колодка». В середньому, кількість отворів коливається від 30 до 40, а в деяких версіях перфорований диск може мати до 100 свердлень.
- З радіальними насічками. Нанесення радіальних канавок (слотів), спрямоване від ступичної частини диска до його зовнішнього краю, дозволяє виводити відпрацьовані частки фрикційної накладки від плями контакту, а також очищати поверхню накладки.
- Перфорований з насічками. Комбіноване виконання, що поєднує наскрізну перфорацію з радіальними прорізами. Має властивості обох видів модернізації. .

## Автоспорт
Високі експлуатаційні навантаження — механічні та термічні — зобов'язують встановлювати найстійкіші види гальмових дисків. Базовим є гладке виконання, без перфорації і насічок, оскільки будь-яке порушення поверхні виробу призводить до створення точок напруження, і пов'язаних із ним ризиків передчасного руйнування диска. Нанесення наскрізних отворів робочого полотна припустиме в разі установки компонентів карбон-керамічного (композитного) складу.
Альтернативною розробкою для професійного автоспорту стали карбонові гальмові диски (технологія «карбон-карбон»). Матеріал виробляють шляхом введення вуглецевих волокон в рідкий кристалічний прекурсор, формування і подальшої графітизації при температурі до 2700 °С. Гладкого типу компоненти мають складну внутрішню систему вентиляції. Оптимальна робоча температура такого диску — 400—600 °С, коефіцієнт тертя в цьому діапазоні досягає найвищого показника й становить 0,7-0,9. При нижчих температурах коефіцієнт тертя зменшується, а при температурах вище за 600 °С значно прискорюється зношування. Така залежність робить непрактичним використання карбонових дисків в повсякденних умовах.[джерело?]